# Dongfeng Motor Corporation
Dongfeng Motor Corporation (en chino: 东风汽车公司; pinyin: Dōngfēng Qichē Gōngsī) abreviado como DFM, en América Latina opera bajo el nombre de Dongfeng, es un fabricante chino de autobuses, camiones, automóviles y recambios. A partir del 2007 aparece como la primera marca entre los "Seis Grandes" fabricantes de automóviles chinos (los otros cinco son BYD, First Automobile Works, SAIC Motor, Changan Motors, Chery y JAC Motors).
Dongfeng (que significa "viento del este") fue fundada por el líder Mao Zedong en 1968. Buena parte de su producción de automóviles no corresponde a modelos de diseño propio, sino de marcas de otros países que forman joint ventures para poder ser permitidas en el mercado chino.

## Joint ventures
Dongfeng tiene varios acuerdos de fabricación de automóviles en China.
- Dongfeng Peugeot-Citroën Automobile fabrica modelos de PSA Peugeot Citroën.
- Dongfeng Motor Company produce modelos de Nissan, como el Nissan Sunny, Bluebird, Teana, y Tiida.
- Dongfeng Honda Automobile Company produce el Honda CR-V.
- Dongfeng Nissan-Diesel Company produce camiones pesados de Nissan Diesel.
- Dongfeng Yueda Kia Automobile Company — Dongfeng tiene un 25% de las acciones de la empresa, que junto con Kia Motors y Yueda ensambla el Hyundai Accent y los Kia Optima, Carnival y Cerato.
- Dongfeng Liuzhou Motor Company es una empresa filial de Dongfeng que produce la minifurgoneta Dongfeng Future y el camión Dongfeng Chenglong y Dongfeng Balong.
- Honda Automobile (China) Company — Dongfeng posee el 10% de las acciones del importador de los modelos de Honda Motor Co., Ltd.
- Dongfeng Automobile Company Limited es un joint venture con Cummins que produce camiones y motores diésel.

## Voyah y M-Hero
Voyah es una marca de vehículos eléctricos inteligentes premium, establecida en 2018 como la división de lujo de Dongfeng. 
Está presente en España, a través de  Caetano Force, de Caetano Retail, Grupo Salvador Caetano. 
El M-Hero 917,denominado Mengshi M-Hero 917 en China (Chinese: 猛士917; pinyin: Mengshi 917), es un SUV de lujo de tamaño completo, fabricado por Dongfeng Motor Corporation bajo la marca M-Hero y que cuenta con una batería de 140 kWh. El 917, que es el primer vehículo de la marca M-Hero, se presentó en agosto de 2022 y se lanzó al mercado al año siguiente. También forma parte de la familia de vehículos todoterreno Dongfeng Mengshi. Está disponible en España a través de Caetano Force. 